# Commandant Teste
Il Commandant Teste fu un portaidrovolanti della Marine nationale della Francia.

## La nave
Il Commandant Teste fu impostato nel 1927 come portaerei, però subito dopo si preferì convertirlo in portaidrovolanti.

## La componente aerea
Lo squadrone aereo iniziale del Commandant Teste era basato su aerei Farman F.60 Goliath, però erano già considerati obsoleti quando il Commandant Teste entrò in servizio nel 1932 e quindi si pensò di rimpiazzarli con aerei tipo Levasseur PL.14; poco tempo dopo, nel 1934, gli stessi aerei PL-14 furono rimpiazzati con i Levasseur PL.15. Mentre la componente da ricognizione era costituito da un solo aereo, lo Gordou-Leseurre GL.182, che era catapultato. Nel 1938, il GL.182 fu rimpiazzato dal Loire 130 e nel 1939 i PL.15 furono rimpiazzati dal monoplano tipo Latécoère 298.

## Storia
Il Commandant Teste entrò in servizio nel 1932. Nel 1937 fu di base a Orano per proteggere il naviglio mercantile; e l'anno successivo le sue catapulte furono modificate.
Quando iniziò la seconda guerra mondiale, lo squadrone del Commandant Teste consisteva in 6 Loire 130 e 8 Latécoére 298. Nel 1940 fu usato come trasporto di aerei tra il nord Africa e la Francia.
Dopo la caduta della Francia, il Commandant Teste navigò fino alle coste del nord Africa.
Nel luglio del 1940, il Commandant Teste fu víttima dell'attacco britannico a Mers-el-Kébir, però non riportò alcun danno. In ottobre dello stesso anno, il Commandant Teste arrivò a Tolone dove fu disarmato e nel giugno del 1941 fu riclassificato come nave scuola per l'artiglieria.
Si trovava ancora a Tolone quando i tedeschi invadevano la Francia di Vichy, e si autoaffondava il 27 novembre del 1942 insieme alla restante flotta francese per evitare la cattura da parte germanica.
Nel 1943 fu ripescato dagli italiani, però nel settembre dello stesso anno verrà confiscato dai tedeschi. Il 18 agosto del 1944 sarà attaccato da aerei alleati e verrà affondato definitivamente.
Ripescato di nuovo nel febbraio del 1946, per essere riparato e riconvertito in portaerei di scorta o in trasporto truppe, il Commandant Teste verrà radiato nel 1950 e venduto per la demolizione nel 1963.